# ᶙ
ᶙ, appelé U crochet rétroflexe souscrit ou U hameçon rétroflexe souscrit, est une lettre latine utilisée auparavant dans l'alphabet phonétique international, rendu obsolète en 1976. En 1989, le symbole est changé par u˞, tout comme les autres voyelles avec crochet rétroflexe.

## Représentations informatiques
Le U crochet rétroflexe souscrit peut être représenté avec les caractères Unicode suivants : 
- composé (Supplément phonétique étendu) :

| formes    | représentations | chaînes de caractères | points de code | descriptions                                          |
| --------- | --------------- | --------------------- | -------------- | ----------------------------------------------------- |
| minuscule | ᶙ               | ᶙ                     | U+1D99         | lettre minuscule latine u hameçon rétroflexe souscrit |

- avant l’ajout de U+1D99 à Unicode 4.1 en 2005, décomposé (latin de base, diacritiques) :

| formes    | représentations | chaînes de caractères | points de code | descriptions                                                      |
| --------- | --------------- | --------------------- | -------------- | ----------------------------------------------------------------- |
| minuscule | u̢               | u◌̢                    | U+0075 U+0322  | lettre minuscule latine u diacritique hameçon rétroflexe souscrit |